# Хоксуорт, Джон
Джон Хоксуорт (англ. John Hawkesworth; ок. 1715, Лондон, Великобритания — 16 ноября 1773, Лондон) — английский писатель

, либреттист
, редактор, издатель, журналист, доктор права.

## Биография
Классического образования не получил. Работал клерком в конторе поверенного. Занимался журналистикой.

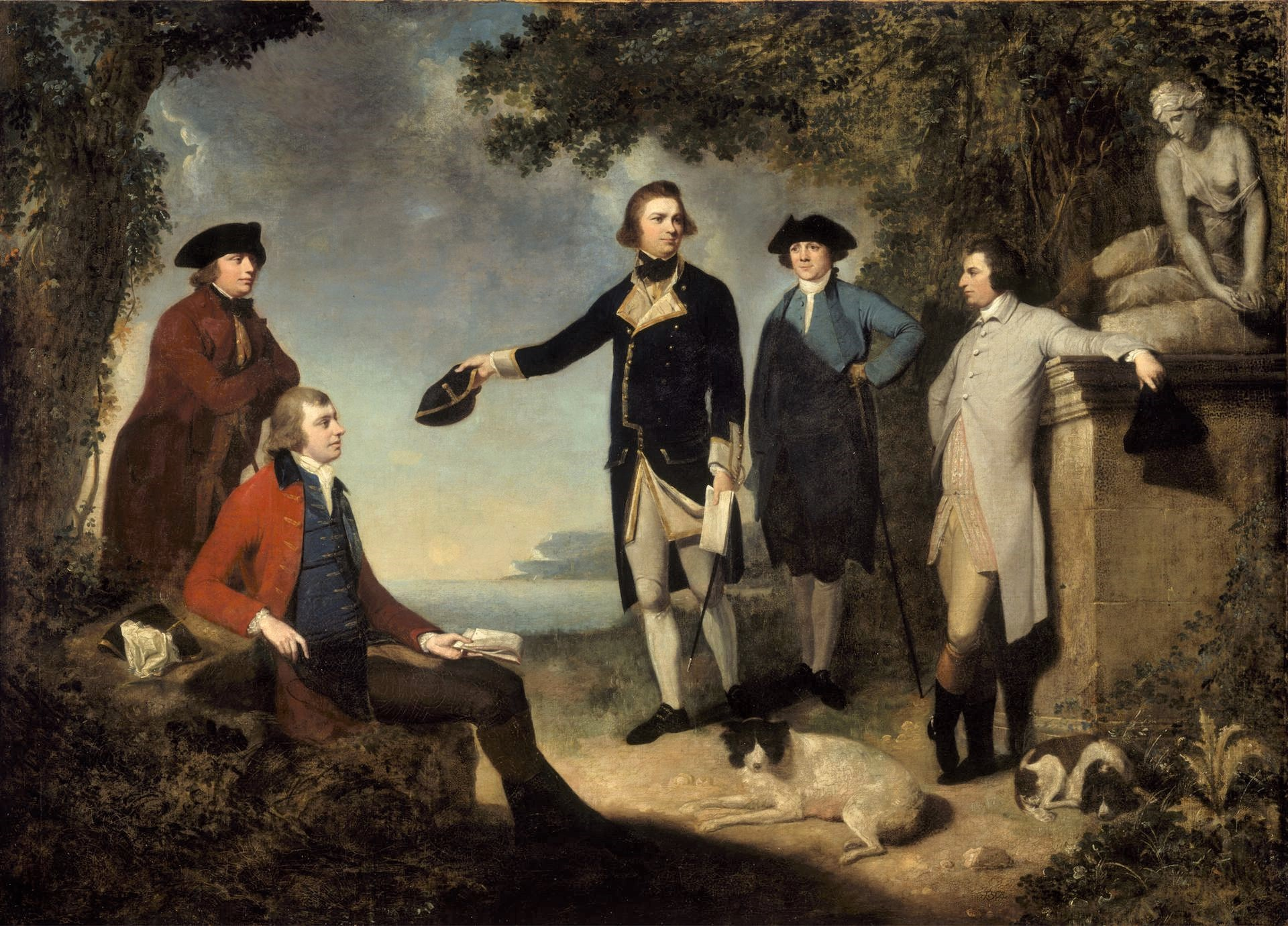
На картине Дж. Мортимера (1771) Даниэль Соландер (крайний слева), Джозеф Бэнкс (слева, сидит), Джон Хоксуорт и лорд Сэндвич (крайний справа) во время отчёта Джеймса Кука (в центре) о путешествии в Австралию

В 1744 году сменил Сэмюэля Джонсона и освещал ход парламентских дебатов в журнале «The Gentleman’s Magazine».
В 1741—1749 годах под вымышленными именами печатал стихи в этом журнале. Вместе с С. Джонсоном и другими однодумцами основал двухнедельную газету «The Adventurer», которая выдержала 140 выпусков, из которых 70 были изданы самим Д. Хоксуортом. За защиту нравственности и религии на страницах издания, Архиепископ Кентерберийский Томас Херринг присвоил Д. Хоксуорту степень доктора права.
В 1755 году редактировал письма Д. Свифта. В 1754—1755 годах издал 12 томов произведений Д. Свифта. Более крупное издание сочинений того же автора в 27 томах вышло в 1766—1779 годах. В 1756 году опубликовал произведение Джона Драйдена «Amphitryon», адаптированное для театра Друри-Лейн. В 1760 году написал либретто оратории «Zimri», в 1760 году — «Edgar and Emmeline: a Fairy Tale», написал хорошо принятую «Восточную сказку». Его двухтомник «Almoran and Hamet» (1761), написанный как трагическая пьеса, не имел особого успеха.
Британское адмиралтейство поручило Д. Хоксуорту отредактировать документы капитана Джеймса Кука, относящиеся к его первому путешествию. Для этой работы он использовал An Account of the Voyages undertaken … for making discoveries in the Southern Hemisphere and performed by Commodore Byrone John Byron, Captain Wallis, Captain Carteret and Captain Cook (from 1702 to 1771) drawn up from the Journals … (Отчёт о путешествиях, предпринятых по приказу Его нынешнего Величества для открытий в Южном полушарии и последовательно совершённых коммодором Джоном Байроном, капитаном Уоллисом, капитаном Картеретом и капитаном Куком (с 1702 по 1771 год), на корабле «Дельфин», Swallow и Endeavour, составленный по судовым журналам, которые вели несколько капитанов и из бумаг Джозефа Бэнкса… (вышло в 3 томах, 1773). Описания нравов и обычаев Южных морей, однако, рассматривались многими критиками как неточные и вредные для интересов нравственности, а суровость их критики, как говорят, ускорила его смерть.
Умер на Лайм-стрит в Лондоне от «лихорадки».